# 冠鞘盾虫
冠鞘盾虫（学名：Coleaspis coronata）为六盾虫科鞘盾虫属的动物。分布于大西洋、地中海以及西沙群岛等。